# Harry Michell
Harry Michell, född 6 december 1991 i London, är en brittisk skådespelare.
Michell har bland annat medverkat i TV-serierna Devils (2020-2022) The Capture från 2022 och Hijack från 2023. Han har även medverkat i filmerna Yesterday från 2019.

## Filmografi (i urval)
- 2019: Yesterday
- 2020-2022: Devils
- 2022: The Capture
- 2023: Hijack